# Effetto Hanbury Brown e Twiss
In fisica, l'effetto Hanbury Brown e Twiss (HBT) è uno degli effetti di correlazione e anti-correlazione nell'intensità che arriva a due rilevatori da un fascio di particelle.  L'effetto HBT viene in genere attribuito al dualismo onda-particella del fascio, e i risultati dell'esperimento dipendono dal fatto che il fascio sia composto da fermioni o da bosoni. Strumenti che usano l'effetto sono in genere chiamati interferometri a intensità ed erano originariamente usati in astronomia, sebbene trovino anche largo impiego in ottica quantistica.

## Storia
Nel 1956, Robert Hanbury Brown e Richard Q. Twiss pubblicarono Un test di un nuovo tipo di interferometro stellare su Sirio, in cui due tubi fotomoltiplicatori (TFM), separati di circa 6 metri, erano puntati sulla stella Sirio.  La luce veniva raccolta nei TFM usando specchi da proiettore da ricerca.  Un effetto di interferenza fu osservato tra le due intensità, rilevando una correlazione positiva tra i due segnali, nonostante non fosse stata raccolta nessuna informazione sulla fase.  Hanbury Brown e Twiss utilizzarono il segnale di interferenza per determinare le dimensioni angolari apparenti di Sirio, con un'ottima risoluzione.
Inoltre, nel campo della fisica delle particelle, il gruppo di Goldhaber dell'Università di Berkeley eseguì un esperimento nel 1959 e trovò un'inaspettata correlazione angolare tra pioni identici, scoprendo la risonanza ρ0 per mezzo del decadimento {\displaystyle \rho ^{0}\to \pi ^{-}\pi ^{+}} Da allora la tecnica HBT cominciò ad essere usata dagli studiosi di ioni pesanti per determinare le dimensioni spazio-temporali delle fonti che emettono particelle per collisioni di ioni pesanti. per recenti sviluppi in questo campo, si consulti ad esempio l'articolo di Lisa.
Il risultato originale di HBT incontrò molto scetticismo nella comunità scientifica. Sebbene l'interferometria a intensità fosse stata largamente usata in radio astronomia, dove le equazioni di Maxwell sono valide, a lunghezze d'onda ottiche la luce sarebbe quantizzata in un numero di fotoni relativamente piccolo. Molti fisici si preoccupavano che la correlazione fosse in contraddizione con le leggi della termodinamica. Secondo altri addirittura violava il principio di indeterminazione. Hanbury Brown e Twiss risolsero la disputa in una serie di articoli (cfr. References) che dimostrarono, prima, la trasmissione delle onde nell'ottica quantistica aveva esattamente la stessa forma matematica delle equazioni di Maxwell, anche se con un termine addizionale di rumore dovuto alla quantizzazione del rilevatore, e poi che l'interferometria a intensità non contraddice le leggi di Maxwell. Altri, come Edward Mills Purcell, supportarono immediatamente la tecnica, sottolineando che l'aggregazione dei bosoni era una manifestazione di un effetto già noto nella meccanica statistica. Dopo una serie di esperimenti, l'intera comunità scientifica si trovò d'accordo sulla veridicità dell'effetto osservato.
L'esperimento originale usava il fatto che due bosoni tendono ad arrivare a due rivelatori separati nello stesso momento. Morgan e Mandel usarono una sorgente di fotoni termici per creare un fascio di fotoni e osservarono la tendenza dei fotoni ad arrivare nello stesso momento su un singolo rivelatore. Entrambi questi effetti usarono la natura ondulatoria della luce per creare una correlazione nel tempo di arrivo - se un singolo fascio di fotoni viene diviso in due fasci- e allora la natura particellare della luce richiede che ogni fotone sia osservato solo in un singolo rivelatore, e così anche per l'anti-correlazione che fu osservata nel 1986. Infine, i bosoni hanno la tendenza a raggrupparsi dando vita a correlazioni di Bose-Einstein, mentre i fermioni, secondo il principio di esclusione di Pauli, tendono a diffondersi, portando all'(anti)correlazione di Fermi-Dirac. Sono state osservate correlazioni di Bose-Einstein tra pioni, caoni e fotoni, e (anti)correlazioni di Fermi-Dirac tra protoni, neutroni ed elettroni. Per un'introduzione generale in questo campo, si consulti il testo sulle correlazioni di Bose–Einstein correlations di Richard M. Weiner

## Meccanismo di funzionamento
L'effetto HBT può essere previsto solo trattando la radiazione elettromagnetica incidente come un'onda classica. Supponiamo di avere un'onda monocromatica a frequenza {\displaystyle \omega } su due rilevatori, con ampiezza {\displaystyle E(t)} che varia su tempi scala più lenti del periodo {\displaystyle 2\pi /\omega }. (Tale onda potrebbe essere prodotta da una sorgente puntiforme molto lontana con una intensità fluttuante.)
Dal momento che i rilevatori sono separati, il segnale sul secondo rilevatore arriva con un ritardo {\displaystyle \tau }, o equivalentemente, una fase {\displaystyle \phi =\omega \tau }; cioè,
{\displaystyle E_{1}(t)=E(t)\sin(\omega t),}
{\displaystyle E_{2}(t)=E(t-\tau )\sin(\omega t-\phi ).}
L'intensità registrata da ciascun rilevatore è il quadrato dell'ampiezza dell'onda, mediata su un tempo scala lungo rispetto al periodo {\displaystyle 2\pi /\omega } ma corto rispetto alle fluttuazione di {\displaystyle E(t)}:
{\displaystyle {\begin{aligned}i_{1}(t)&={\overline {E_{1}(t)^{2}}}={\overline {E(t)^{2}\sin ^{2}(\omega t)}}={\tfrac {1}{2}}E(t)^{2},\\i_{2}(t)&={\overline {E_{2}(t)^{2}}}={\overline {E(t-\tau )^{2}\sin ^{2}(\omega t-\phi )}}={\tfrac {1}{2}}E(t-\tau )^{2},\end{aligned}}}
dove la linea sopra sta a indicare la media temporale. Per frequenze di pochi terahertz (periodi minori del picosecondo), tale media temporale è inevitabile, dal momento che i rilevatori come i fotodiodi e tubi fotomoltiplicatori non possono produrre fotocorrenti che variano su tempi scala così brevi.
La funzione di correlazione {\displaystyle \langle i_{1}i_{2}\rangle (\tau )} di queste intensità medie possono essere calcolate:
{\displaystyle {\begin{aligned}\langle i_{1}i_{2}\rangle (\tau )&=\lim _{T\to \infty }{\frac {1}{T}}\int \limits _{0}^{T}i_{1}(t)i_{2}(t)\,\mathrm {d} t\\&=\lim _{T\to \infty }{\frac {1}{T}}\int \limits _{0}^{T}{\tfrac {1}{4}}E(t)^{2}E(t-\tau )^{2}\,\mathrm {d} t.\end{aligned}}}
La maggior parte degli schemi moderni misura effettivamente la correlazione delle fluttuazioni di intensità nei due rivelatori, ma non è troppo difficile vedere che se le intensità sono correlate, allora le fluttuazioni {\displaystyle \Delta i=i-\langle i\rangle }, dove {\displaystyle \langle i\rangle } è l'intensità media, devono essere correlate, dal momento che
{\displaystyle {\begin{aligned}\langle \Delta i_{1}\Delta i_{2}\rangle &={\big \langle }(i_{1}-\langle i_{1}\rangle )(i_{2}-\langle i_{2}\rangle ){\big \rangle }=\langle i_{1}i_{2}\rangle -{\big \langle }i_{1}\langle i_{2}\rangle {\big \rangle }-{\big \langle }i_{2}\langle i_{1}\rangle {\big \rangle }+\langle i_{1}\rangle \langle i_{2}\rangle \\&=\langle i_{1}i_{2}\rangle -\langle i_{1}\rangle \langle i_{2}\rangle .\end{aligned}}}
Nel caso particolare in cui {\displaystyle E(t)} consiste principalmente in un campo costante {\displaystyle E_{0}} con una piccola componente oscillante {\displaystyle \delta E\sin(\Omega t)}, la media dell'intensità è
{\displaystyle {\begin{aligned}i_{1}(t)&={\tfrac {1}{2}}E_{0}^{2}+E_{0}\,\delta E\sin(\Omega t)+{\mathcal {O}}(\delta E^{2}),\\i_{2}(t)&={\tfrac {1}{2}}E_{0}^{2}+E_{0}\,\delta E\sin(\Omega t-\Phi )+{\mathcal {O}}(\delta E^{2}),\end{aligned}}}
con {\displaystyle \Phi =\Omega \tau }, e {\displaystyle {\mathcal {O}}(\delta E^{2})} indica i termini proporzionali a {\displaystyle (\delta E)^{2}}, che sono piccoli e possono essere ignorati.
La funzione di correlazione di queste due intensità è allora
{\displaystyle {\begin{aligned}\langle \Delta i_{1}\Delta i_{2}\rangle (\tau )&=\lim _{T\to \infty }{\frac {(E_{0}\delta E)^{2}}{T}}\int \limits _{0}^{T}\sin(\Omega t)\sin(\Omega t-\Phi )\,\mathrm {d} t\\&={\tfrac {1}{2}}(E_{0}\delta E)^{2}\cos(\Omega \tau ),\end{aligned}}}
che mostra una dipendenza oscillante del ritardo {\displaystyle \tau } tra i due rilevatori.

## Interpretazione Quantistica
La discussione sopra chiarisce che l'effetto di Hanbury Brown e Twiss (o di raggruppamento di fotoni) può essere interamente descritto facendo uso dell'ottica classica. La descrizione quantistica dell'effetto è meno intuitiva: se si suppone che una sorgente di luce termica o caotica come una stella emetta casualmente fotoni, allora non è ovvio come i fotoni "sappiano" che dovrebbero arrivare a un rivelatore in una maniera correlata (bunched). Un semplice argomento suggerito da Ugo Fano [Fano, 1961] coglie l'essenza della spiegazione quantistica. Considera due punti {\displaystyle a} e {\displaystyle b} in una sorgente che emette fotoni rilevati da due rilevatori {\displaystyle A} e {\displaystyle B}. Una rilevazione comune ha luogo quando il fotone emesso da {\displaystyle a} è rilevato da {\displaystyle A} e il fotone emesso da {\displaystyle b} è rilevato da {\displaystyle B} oppure quando il fotone di {\displaystyle a} è rilevato da {\displaystyle B} e quello di {\displaystyle b} da {\displaystyle A}. L'ampiezza di probabilità quantistica per queste due possibilità sono denotate da
{\displaystyle \langle A|a\rangle \langle B|b\rangle } e
{\displaystyle \langle B|a\rangle \langle A|b\rangle } rispettivamente. Se i fotoni sono indistinguibili, le due ampiezze interferiscono costruttivamente per dare una probabilità di rilevazione comune più grande di quella per i due eventi indipendenti. La somma su tutte le coppie possibili {\displaystyle a,b} nella sorgente rimuove l'interferenza a meno che la distanza {\displaystyle AB} sia sufficientemente piccola. 	
La spiegazione di Fano illustra bene la necessità di considerare le ampiezze di doppia-particella, che non sono tanto intuitive quanto le più familiari ampiezze di singola particella utilizzate per interpretare la maggior parte degli effetti di interferenza. Questo potrebbe aiutare a spiegare perché alcuni fisici negli anni '50 avevano difficoltà ad accettare il risultato di Hanbury Brown e Twiss. Ma l'approccio quantistico è più di un semplice modo di riprodurre il risultato classico: se i fotoni vengono sostituiti da fermioni identici come gli elettroni, l'antisimmetria delle funzioni d'onda sotto lo scambio di particelle rende l'interferenza distruttiva, portando a zero la probabilità di rilevamento congiunta per piccole separazioni dei rilevatori. Questo effetto è noto come antibunching dei fermioni [Henny, 1999]. Questo trattamento spiega anche l'antibunching dei fotoni [Kimble, 1977]: se la sorgente è costituita da un singolo atomo, che può emettere un solo fotone alla volta, il rilevamento simultaneo in due rilevatori ravvicinati è chiaramente impossibile. L'antibunching, sia di bosoni che di fermioni, non ha analogo classico.
Dal punto di vista del campo dell'ottica quantistica, l'effetto HBT fu importante per condurre i fisici (tra cui Roy Glauber e Leonard Mandel) ad applicare l'elettrodinamica quantistica a nuove situazioni, molte delle quali non erano mai state studiate sperimentalmente, e in cui le previsioni classiche e quantistiche sono in contraddizione.